# Python(x,y)
Python(x,y) — дистрибутив свободного научного и инженерного программного обеспечения для численных расчётов, анализа и визуализации данных на основе языка программирования Python и большого числа модулей (библиотек). Также включает привязки PyQt для построения графических интерфейсов и научно-ориентированную интегрированную среду разработки Spyder и большое количество модулей, в том числе для обработки массивов (numpy, scipy), машинного обучения (scikit-learn), визуализации данных (matplotlib). Такой набор позволяет добиться функциональных возможностей, сходных с MATLAB, GNU Octave и другими пакетами для математического моделирования.
Используется для операционных систем семейства Windows (Vista, 7, 8).